# Antajankurkku
Antajankurkku är ett sund i Finland. Det ligger i landskapet Egentliga Finland, i den sydvästra delen av landet, 180 km väster om huvudstaden Helsingfors.
Antajankurkku är sundet mellan Keräsaari i Tövsala kommun i nordväst och Livonsaari i Nådendals kommun i sydöst. Sundet knyter samman fjärdarna Rouhunaukko i sydväst och Mynälahti i nordöst.